# Cecília Oliveira de Azevedo
Cecília Oliveira de Azevedo (1979) es una botánica, orquideóloga, curadora y profesora brasileña. profesora
En 2000, obtuvo una licenciatura en Historia natural, por la Universidad Católica de Salvador , la maestría en Biología Vegetal en 2004, por la Universidad Estatal de Feira de Santana; y, el doctorado, con la defensa de la tesis: Filogenia y revisión taxonómica del género Prescottia Lindl. (Orchidaceae - Orchidoideae), por la misma casa de altos estudios, en 2009.
En 2001, fue pesquisadora visitante, en el Jardín Botánico de Nueva York, con el orientador: Kenneth Cameron. y en 2005, en el Royal Botanic Gardens, Kew.
Desarrolla actividades académicas y de investigación, como profesora Adjunta, en el Departamento de Ciencias Biológicas, de la Universidad Estatal del Sudoeste de Bahía. Tiene experiencia en el área de Botánica, con énfasis en las familia orquidáceas y en las gentianáceas, principalmente en su taxonomía.

## Algunas publicaciones
- Marinho, Lucas Cardoso ; Azevedo, Cecília Oliveira de. 2013. Orchidaceae na Reserva do Poço Escuro, Vitória da Conquista, Bahia, Brasil. Sitientibus. Série Ciências Biológicas 13: 1-29 en línea
- Azevedo, Cecília O. de ; Van den Berg, C. 2012. Prescottia ecuadorensis: a new species of Prescottia (Cranichidinae, Orchidaceae) from Ecuador. Phytotaxa 40: 60-64
- Azevedo, Cecília O. de ; L.S. Leoni ; Van den Berg, C. 2012. Clarification on the circumscription of Prescottia glazioviana (Cranichidinae, Orchidaceae). Phytotaxa 57: 23-26
- Azevedo, Cecília O. de ; Marinho, L. C. 2012. Novos registros de Orchidaceae para o Nordeste brasileiro: Acianthera tricarinata (Poepp. e Endl.) Pridgeon e M.W.Chase e Cyclopogon variegatus Barb.Rodr. Sitientibus. Série Ciências Biológicas 12: 112
- Macagnan, Tomas André ; Smidt, Eric de Camargo ; Azevedo, Cecília Oliveira de. 2011. A subtribo Cranichidinae Lindl. (Orchidaceae) no Estado do Paraná, Brasil. Revista Brasileira de Botânica 34: 447-461
- Marinho, L. C. ; Azevedo, Cecília O. de. 2011. Acianthera saurocephala (Lodd.) Pridgeon e M.W.Chase (Orchidaceae: Pleurothallidinae): novo registro para o Nordeste brasileiro. Rev. Brasileira de Biociências 9: 554-557

### Libros
- Azevedo, Cecília O. de ; Van den Berg, C. 2012. Orquídeas do Parque Municipal de Mucugê Bahia, Brasil (no prelo). Vitória da Conquista: Edições UESB, 2012

### Capítulos de libros
- Van den BERG, C. ; BARROS, F. ; R.B. Singer ; AZEVEDO, C. O. ; CHIRON, G. R. ; SMIDT, E. C. ; FORSTER, W. ; FELIX, L. P. ; FIGUEIREDO, G. R. G. ; MONTEIRO, S. H. N. 2009. Orchidaceae. En: A.M. Giulietti; J.M. Cardoso da Silva; A. Rapini; L.P. de Queiroz; M.J.G. de Andrade (orgs.) Catálogo de Espécies Raras do Brasil. Belo Horizonte: Conservação Internacional do Brasil, pp. 299-309
- Van den BERG, C. ; AZEVEDO, C. O. 2005. Orquídeas. En: Juncá, F. A.; Funch, L.; Rocha, W. (orgs.) Biodiversidade e conservação da Chapada Diamantina. Brasília, 8: 195-208

### Revisora de periódicos
- 2006 - Periódico: Acta Botanica Brasilica
- 2007 - Periódico: Neodiversity
- 2009 - Periódico: Revista Brasileira de Biociências
- 2009 - Periódico: Revista Biociências (Taubaté)
- 2010 - Periódico: CheckList - Journal of species lists and distribution
- 2010 - Periódico: Bradea (Río de Janeiro)
- 2011 - Periódico: Revista Caatinga (UFERSA)
- 2012 - Periódico: Rodriguesia
- 2012 - Periódico: Phytotaxa
- 2013 - Periódico: Hoehnea (São Paulo)

## Membresías
- ASPT (American Society of Plant Taxonomists)
- de la Sociedad Botánica del Brasil[6]
- Asociación latinoamericana de Botánica